# Пересыпь (Крым)
Пе́ресыпь (до 1948 года Беляу́с, Бель-Аву́з; укр. Пересип, крымскотат. Bel Avuz, Бель Авуз) — исчезнувшее село в Черноморском районе Республики Крым, располагавшееся на юго-востоке района, на берегу Чёрного моря, у западного основания пересыпи озера Донузлав, примерно в 2,5 километрах юго-восточнее современного села Знаменское.

## История
Впервые трактир на месте села, тогда ещё в составе Яшпетской волости Евпаторийского уезда, отмечен на военно-топографической карте 1842 года. После земской реформы Александра II 1860-х годов трактир отнесли к Курман-Аджинской волости, который отмечен на трехверстовой карте 1865—1876 года.
Земская реформа 1890-х годов в Евпаторийском уезде прошла позже остальных, в результате её Беляус приписали к Кунанской волости.
По «…Памятной книжке Таврической губернии на 1900 год» уже на хуторе Беляус числилось 6 жителей в 1 дворе. По Статистическому справочнику Таврической губернии. Ч.II-я. Статистический очерк, выпуск пятый Евпаторийский уезд, 1915 год, на хуторе Беляус (Воронцовский) Кунанской волости Евпаторийского уезда числилося 1 двор с русским населением в количестве 8 человек приписных жителей.
После установления в Крыму Советской власти, по постановлению Крымревкома от 8 января 1921 года № 206 «Об изменении административных границ» была упразднена волостная система и образован Евпаторийский уезд, в котором создан Ак-Мечетский район и село вошло в его состав, а в 1922 году уезды получили название округов. 11 октября 1923 года, согласно постановлению ВЦИК, в административное деление Крымской АССР были внесены изменения, в результате которых округа были отменены, Ак-Мечетский район упразднён и село вошло в состав Евпаторийского района.. Согласно Списку населённых пунктов Крымской АССР по Всесоюзной переписи 17 декабря 1926 года, на хуторе Беляус, в составе упразднённого к 1940 году Сабанчинского сельсовета Евпаторийского района, числился 1 двор, население составляло 4 человека, все украинцы. Согласно постановлению КрымЦИКа от 30 октября 1930 года «О реорганизации сети районов Крымской АССР», был восстановлен Ак-Мечетский район (по другим данным 15 сентября 1931 года) и село вновь включили в его состав.
С 25 июня 1946 года Беляус в составе Крымской области РСФСР. Село было 2-м отделением совхоза «Каракуль». Указом Президиума Верховного Совета РСФСР от 18 мая 1948 года, Беляус переименовали в Пересыпь. 26 апреля 1954 года Крымская область была передана из состава РСФСР в состав УССР. Ликвидирована до 1960 года, поскольку в «Справочнике административно-территориального деления Крымской области на 15 июня 1960 года» селение уже не значилось (согласно справочнику «Крымская область. Административно-территориальное деление на 1 января 1968 года» — в период с 1954 по 1968 год, как посёлок упразднённого ныне Красносельского сельсовета).